# الزنتان
الزنتان إحدى مدن ليبيا وتقع على وسط قمم جبل نفوسة وتبعد 145 كيلومتراً إلى الجنوب الغربي من مدينة طرابلس، حيث تتمركز في وسط الجبل الغربي تقريبا، وتعد الزنتان ثالث أكبر تجمع  حضري في منطقة جبل نفوسة من حيث الكثافة السكانية.
تعتبر المنطقة كونها جبلية، باردة جداً في فصل الشتاء كما تتساقط عليها الثلوج من حين إلى آخر، إلا أنها حارة في فصل الصيف.
اعتمد سكان المنطقة قديماً على تجارة الترفاس كمهنة أساسية لهم، ويتمسك بعض السكان بالزراعة كمهنة أساسية لهم خصوصا زراعة القمح والشعير في مناطق مثل الجفارة المرموثة والوديان. وحاليا يمارس السكان مهنة التجارة.

## المجتمع والسكان
يبلغ عدد سكان مدينة الزنتان والقرى التابعة لها 62 ألف نسمة وذلك طبقا للتعداد السكاني سنة 2006
كما يتبع بلدية الزنتان عدة مدن رئيسية وهي كالتالي، (المرحان) والتي تبعد عن مدينة الزنتان 90 ك/م في اتجاه الجنوب.
-
(طبقة) وتبعد عن الزنتان حوالي 350 ك/م في اتجاه الجنوب الشرقي.
(القريات الغربية) وتبعد حوالي 300 ك/ م جنوب.
(القريات الشرقية) وتبعد حوالي 300 ك /م جنوب الزنتان.
(درج) وتبعد حوالي 450 ك/م في اتجاه الجنوب الغربي من الزنتان.
كما يحد مدينة #الزنتان من الغرب مدينة (#الرجبان) ومن الشمال الغربي مدينة (#قصرالحاج)، ومن الشمال سهل الجفارة ومن الشرق مدينة (#الرياينة)، ومن الجنوب #وادي سوف الجين.

## المناخ وحالة الطقس
أما عن مناخ المنطقة فهي باردة جداً في الشتاء لكونها تقع على قمة الجبل وطقس حار في فصل الصيف، في الربيع تمتاز المنطقة بجو معتدل.

## التعليم
تتواجد في مدينة الزنتان جامعة عريقة تسمى ب جامعة الزنتان  وتضم حزمة من الكليات الأدبيةوالعلمية كــــــ[ [كلية العلوم]]، كلية طب الاسنان، كلية التربية  وكليه اعداد المعلمين والمعهد العالي للعلوم والتقنية،و  كلية تقنية المعلومات، و  كلية الهندسة، و كلية الطب البشري.بالإضافة إلى ذلك كان من المقرر إنشاء أحد المركبات الجامعية لجامعة  الزنتان في مدينة الزنتان .

## نشاطات فنية وثقافية
تشهد المنطقة عرضا موسميا يطلق عليه «اللهيد» وفيه يقوم مجموعة من الفرسان المنطقة بتقديم عروض لهم تستمر لفترة معينة.
- فرقة أبناء الزنتان الموسيقية تأسست الفرقة 1-4-2000 ف بعدد 10 أعضاء من عازفين ومؤديين وشعراء باعتماد من رابطة الفنانين الجبل الغربي. بقرار صدر من أمين اللجنة الشعبية للأعلام والثقافة الجبل الغربي حينها وتم تسجيلها بالأمانة العامة لرابطة الفنانين بليبيا.

وتقوم الفرقة بنشر التراث الشعبي للمنطقة في قوالب فنية وشاركت في العديد من المهرجانات السياحية مثل مهرجان درج ومهرجان غدامس ومهرجان سروس ومهرجان الحوامد ومهرجان الحرابة عدة فترات وشاركت بمهرجان القصور الصحراوية ومهرجان ورود الرمال بتونس كما شاركت في مناسبات وطنية واجتماعية في أغلب مدن ليبياوأصدرت عدة تسجيلات غنائية. كما تحصلت الفرقة علي الترتيب الأول علي مستوي ليبيا في مجال الأغنية التراثية ب«مهرجان شحات للأغنية».
- مهرجان الزنتان الثقافي السياحي

أقيم المهرجان الثقافي السياحي الأول يوم الأحد 1 / 11 / 2009، حيث أحتوى علي البرامج المتنوعة وكان البرنامج العام هو مسابقة القران الكريم، عروض الفروسية، معرض الكتاب، معرض المقتنيات الشعبية، معرض الفنون التشكيلية، أمسية شعرية، مسابقات رياضية، حفل فني ساهر،
وقد نال أعجاب الحاضرين رغم قلة الأمكانات وقد تم أعتماد هذا المهرجان ليكون سنوياً.

وأقيم مهرجان الزنتان الثقافي الثاني بتاريخ 25-11-2010 حيث أحتوي في برنامجه العام علي العديد من النشاطات وتنوع البرامج والفرق المشاركة.
حيث أفتتح المهرجان يوم الخميس عند الساعة الرابعة مساء بعروض للفروسية من أغلب نوادي الجبل الغربي والكشافة وفرق الفنون الشعبية والزوايا الصوفية وتخلل هذه العروض مشاركات الشعراء الشعبيين.
كما أحيت فرقة أبناء الزنتان الحفلات الساهرة بالمهرجان بمشاركة فرقة نجوم طرابلس وفرقة الزاوية للفنون الشعبية وفرقة الجبل الغربي للفنون الشعبية وتم تغطية فعاليات المهرجان إعلامياً من القنوات الليبيه وقناة الجزيرة وعدة قنوات أخرى.
وقد نال هذا المهرجان إعجاب الحاضرين والمتابعين لفعاليات هذا المهرجان.
- نادي الشروق الثقافي الرياضي يعتبر نادي الشروق الثقافي الرياض من أعرق الأندية في مدينة الزنتان، وهو النادي الوحيد الذي ما زال قائم إلى حد الآن. ياخد نادي الشروق من المدينة الرياضية بالزنتان مقراٌ له. شارك النادي في العديد من التظاهرات والمناشط الرياضية سواء على مستوى منطقة الجبل الغربي أو على مستوى البلاد، ولكن للأسف لم يحقق نتائج تذكر. ينظم نادي الشروق سنوياً العديد من الدوريات المحلية الخاصة بالمنطقة في كرة القدم، والكرة الطائرة وبعض الرياضيات الأخرى. يقوم النادي أيضاً بين الحين والآخر بتنظيم دورات للناشئين في التكواندوا والعمل على تنشيط الشباب خصوصاُ في فترة الصيف، ومقره المدينة الرياضية في الزنتان.
- حركة الكشافة والمرشدات حيث تعتبر هذه الحركة من الحركات النشطة جداً بمنطقة الجبل الغربي. تأخد هذه الحركة من غابة كشاف الزنتان مقراً لها، حيث تم إعدادها الإعداد الجيد لاحتضان التظاهرات الكشفية سواء المحلية أو على مستوى ليبيا. تعتبر الغابة من الغابات المعروفة خاصة في المنطقة الغربية، حيث أقيم فيها مهرجان كشفي كبير خلال السنوات السابقة. هذه الغابة وبفضل كشافينا البارزين أصبحت مكاناً للتنزه والأسترخاء، حيث أصبحت مكانا رئيسياً للرحلات الجامعية والمدرسية من مختلف مدن الجبل والساحل الغربي، بالإضافة إلى إقامة بعض المهرجانات الفنية داخلها. فتحية صدق ووفاء لهؤلاء الأبطال الذين جعلوا من مدينتهم مكاناً متميزاً ومعروفاً، وحملوا اسم الزنتان عن طريق حركتهم الكشفية إلى كافة أرجاء المعمورة.

## النشاط الاقتصادي للسكان
تعتبر المدينة المكان الرئيسي لتجميع وبيع الترفاس حيث تشتهر المنطقة بأكبر سوق للترفاس على الأطلاق. بالإضافة إلى بعض الحرف الأخر.وتشهد المدينة تطوراً ملحوظاً في جميع المجالات، كما أنها تعتبر مركز تجاري هام بمنطقة الجبل الغربي، وما زال بعض السكان يمارسون حرفة الزراعة حيث يقومون بحرث الأراضي الصالحة لزراعة القمح والشعير 
وذلك بعد سقوط أمطار الخريف، وجمع ثمار الزيتون، كما يعتبر الرعي وتربية المواشي من أهم المهن
الموجودة في الزنتان حيث يشتهر سكانها بتربية المواش كالظان والماعز والإبل.